# Amy Garnett
Pour les articles homonymes, voir Garnett.
Pas d'image ? Cliquez ici

a Compétitions nationales et continentales officielles uniquement.

b Matchs officiels uniquement.
Amy Garnett, née le 31 mars 1976 à Canterbury (Angleterre), est une joueuse internationale anglaise de rugby à XV occupant le poste de talonneuse avec les Saracens.

## Biographie
Amy Garnett commence sa carrière internationale en 2000 face à l'Espagne. Elle obtient sa centième sélection en 2011.

## Palmarès
- 100 sélections en équipe d'Angleterre entre 2000 et 2011
- Participations au Tournoi des Six Nations féminin
- Participation à la Coupe du monde féminine de rugby à XV en 2002, 2006 et 2010